# Bohumil Sládek
Bohumil Sládek es un deportista checoslovaco que compitió en piragüismo en la modalidad de aguas tranquilas. Ganó la medalla de bronce en el Campeonato Mundial de Piragüismo de 1938, en la prueba de C1 1000 m.

## Palmarés internacional
| Campeonato Mundial | Campeonato Mundial | Campeonato Mundial | Campeonato Mundial |
| Año                | Lugar              | Medalla            | Evento             |
| ------------------ | ------------------ | ------------------ | ------------------ |
| 1938               | Vaxholm (Suecia)   | Medalla de bronce  | C1 1000 m          |